# Маккэндлесс, Кристофер
Кристофер Джонсон Маккэндлесс (англ. Christopher Johnson McCandless  ˈkrɪstəfər ˈdʒɒnsən məˈkændlɨs, 12 февраля 1968 — 18 августа 1992 года) — американский путешественник, взявший имя Александр Супербродяга  (англ. Alexander Supertramp) и отправившийся в необитаемую часть Аляски с небольшими запасами еды и снаряжения, чтобы прожить некоторое время в уединении. Через четыре месяца он умер от истощения недалеко от национального парка Денали.
Вдохновленный подробностями истории, приведшей Кристофера на Аляску, американский писатель Джон Кракауэр написал о его приключениях книгу, изданную в 1996 году, под названием «В диких условиях». В 2007 году Шон Пенн снял фильм с одноимённым названием, роль Маккэндлесса в котором исполнил Эмиль Хирш.

## Ранние годы
Маккэндлесс родился в Эль-Сегундо в Южной Калифорнии (побережье залива Санта-Моника) и был первым ребёнком Вильгельмины (Билли) Джонсон и Уолтера (Уолта) Маккэндлесса. У него была младшая сестра Кэтрин. В Эль-Сегундо Кристофер прожил первые шесть лет своей жизни, после чего Маккэндлессы переехали в Аннандэйл, расположенный в округе Фэрфакс штат Виргиния — процветающий пригород города Вашингтон, после того как Уолтер получил должность специалиста по антеннам в НАСА. Вильгельмина была секретарём корпорации Hughes Aircraft, где работал и её супруг, и позднее помогла Уолтеру основать успешную домашнюю консультационную компанию в Аннадэйле. Несмотря на материальное благополучие, отношения в семье были напряженными. Ссоры между супругами не были редкостью и порой превращались во взаимные оскорбления. Также в Калифорнии у Криса было шесть единокровных братьев от первого брака Уолтера. В тот момент, когда родились Кристофер и Кэтрин, Уолтер ещё не развёлся с первой женой, но детям не было известно об этом до тех пор пока летом 1986 года, окончив среднюю школу Вудсона, Кристофер не совершил поездку в Калифорнию.
Ещё с детства учителя отмечали твердый характер Маккэндлесса. По мере взросления он добавил к этому качеству преданность идеалам и стал развит физически. В средней школе он был лидером команды по кроссу, убеждал своих партнеров относиться к бегу как к духовному упражнению, в котором они «бегут против сил тьмы… всего зла в мире, всей ненависти».
Крис окончил среднюю школу Уилберта Такера Вудсона (Wilbert Tucker Woodson High School) в 1986 году. Вскоре после этого, 10 июня 1986 года, он отправился в своё первое большое путешествие, в котором объездил всю страну и прибыл в Эмори за два дня до начала осенних занятий. Окончил Университет Эмори в 1990 году, со специализацией по истории и антропологии. Его принадлежность к верхушке среднего класса и академический успех стали импульсом для его растущего презрения к тому, что он рассматривал как меркантильность американского общества. В юности он отказался от возможности стать членом студенческого братства Phi Beta Kappa, объяснив это тем, что звания, титулы и почести не имеют значения; но стал членом клуба Молодых Республиканцев. На Криса значительно повлияла деятельность таких писателей, как Джек Лондон, Лев Толстой, Уильям Генри Дэйвис и Генри Торо, и он задумал отделить себя на время от организованного общества, погрузиться в одиночество для размышления, подобно тому, как это некогда сделал и сам Торо.

## Путешествия
После окончания колледжа он пожертвовал на благотворительность в организацию Оксфэм (Oxfam International) остававшиеся $24 000 из $47 000, данных семьей для оплаты колледжа, и отправился в путь под именем «Александр Супербродяга» (Кракауэр отмечает связь с писателем Генри Дэйвисом, написавшим «Автобиографию Супербродяги» (The Autobiography of a Super-Tramp) — автобиографический роман, изданный в 1908 году). Маккендлесс проделал путь через Аризону, Калифорнию и Южную Дакоту, где он устроился работать на элеватор. Чередовались периоды, когда у него была работа и когда у него не было ни денег, ни контактов с людьми, иногда получалось добывать пищу самостоятельно. Он уцелел, когда на машине попал в наводнение, хотя её и пришлось оставить (впрочем, автомобиль пострадал не сильно, местная полиция впоследствии им воспользовалась). Номерной знак он снял. На каноэ у него получилось сплавиться вниз по реке Колорадо до Калифорнийского залива. Маккендлесс получал удовлетворение от выживания без денег и принадлежностей, как правило, он не особенно подготавливался к предстоящим приключениям. Однако зачастую ему оказывали помощь люди, встречавшиеся в его странствиях.
Многие годы Крис мечтал об «Одиссее на Аляску», где он мог бы жить вдали от цивилизации и вести дневник, описывая своё физическое и духовное развитие в борьбе за выживание посреди дикой природы. В апреле 1992 года Маккендлесс автостопом добрался до города Фэрбанкс на Аляске. Последним, кто видел его живым, стал Джим Гэлиен (Jim Gallien), который довез его от Фэрбанкса до Стэмпид Трэйл (маршрут, проложенный в 30-х годах шахтером Эрлом Пилгримом для доступа к залежам сурьмы (Stampede Trail)). Гэлиен был обеспокоен за «Алекса», не имевшего ни компаса, ни опыта существования в землях Аляски. Неоднократно он пытался убедить Алекса отложить поездку, и даже предлагал довезти его до Анкориджа, чтобы купить необходимое продовольствие и снаряжение. Но Маккендлесс отказался от помощи, приняв только пару резиновых сапог, сэндвичи, и пачку чипсов. В итоге Гэлиен высадил его в начале Стемпид Трэйл во вторник, 28 апреля 1992 года.
Пройдя по Стэмпид Трэйл, Маккендлесс обнаружил заброшенный автобус компании International Harvester 1946 года выпуска, оставленный на разросшемся участке маршрута Стэмпид после окончания строительства дороги компанией Yutan Construction в 1961 году и служивший временным жильём для охотников, трапперов, и патрулей рейнджеров, и приступил к осуществлению своего замысла. С собой он имел мешок с 4,5 кг риса, полуавтоматическую винтовку Remington с большим количеством экспансивных зарядов калибра .22LR, пособие по растениям, ещё несколько книг и кое-что из снаряжения. Он предполагал выжить употреблением растений и охотой на дичь. Будучи неопытным охотником, Маккендлесс добывал некоторую дичь, например, дикобразов и птиц. Однажды он убил лося, но не смог приготовить должным образом мясо, и оно было испорчено. Вместо того, чтобы разделить тушу на мелкие куски и высушить, так, как это делается с вяленым мясом в диких местах Аляски, он её закоптил, последовав совету охотников, встреченных им в Южной Дакоте.
Его дневник содержит записи в общей сложности за 189 дней. Они описывают самые различные впечатления Криса, от восторженных до мрачных, в зависимости от успехов в выживании. В июле, после нескольких месяцев жизни в дикой природе, он решил вернуться к цивилизации, но обнаружил, что путь назад оказался прегражден рекой Текланика. В 400 метрах от Криса была переправа через реку, однако он этого не знал, поскольку карты у него не было.

## Гибель
12 августа 1992 года Маккендлесс сделал свою, предположительно, последнюю запись в дневнике: «Прекрасная Голубика» («Beautiful Blueberries»). Запись была датирована, как «день 107-й». С 13 по 18 августа (дни 108-й по 113-й) в дневнике — лишь перечень дней. Во время этой недели он вырвал последний лист из мемуаров Луиса Ламура «Просвещение странствующего человека». На одной стороне листа было несколько строк из стихотворения Робинсона Джефферса «Мудрые люди в их тяжкие часы» («Wise Men in Their Bad Hours»):

Да, смерть склюёт нас всех; но умереть,
Успев создать кой-что подолговечней,
Чем плоть и кровь, не значит ли лишь сбросить
С себя всё слабое? Вот горы — мёртвый камень -
Нас могут чаровать иль возмущать
Своей красой и дерзким равнодушием,
Но мы не в силах лестью иль хулой
Влиять на них. Как и на мысли мёртвых.
Оригинальный текст (англ.)
Death's a fierce meadowlark: but to die having made
Something more equal to centuries
Than muscle and bone, is mostly to shed weakness.
The mountains are dead stone, the people
Admire or hate their stature, their insolent quietness,
The mountains are not softened or troubled
And a few dead men's thoughts have the same temper.

На обратной странице Маккэндлесс добавил:
Я прожил счастливую жизнь и благодарю Господа. Прощайте и пусть благословит всех Бог!
На последнем сделанном автопортрете, прощаясь, он держит в руке лист именно с этой надписью.
Воскресным днем 6 сентября 1992 года охотник на лося, который искал приют на ночь, приблизился к автобусу. Вблизи автобуса распространялся сильный и неприятный запах. На приоткрытой двери висела записка:
S.О.S. Мне нужна ваша помощь. Я ранен, при смерти и слишком слаб, чтобы выбраться отсюда. Я совсем один, это не шутка. Ради бога, пожалуйста, останьтесь и спасите меня. Я вышел, чтобы собрать ягоды неподалёку, и вернусь вечером. Спасибо, Крис Маккэндлесс. АВГУСТ?
В задней части автобуса на нарах охотник заметил спальный мешок с телом Кристофера Маккэндлесса. Охотник вызвал полицию, которая прибыла на следующий день. Вскрытие установило, что Кристофер был мёртв более двух недель и скончался, скорее всего, ещё в августе. На момент установления причин смерти его вес составил немногим более 30 кг (67 фунтов). На водительском удостоверении, выданном 20 декабря 1991 года, был указан вес в 63,5 кг (140 фунтов). Таким образом, потеря в весе составила более 33 кг. Официальной причиной смерти было названо истощение.
Биограф Джон Кракауэр предположил свои версии произошедшего. Первоначально он полагал, что в результате ошибки Маккэнлесс отравился, употребив в пищу ядовитое растение — копеечник Макензи (Hedysarum mackenzii) или дикий душистый горошек, вместо съедобного копеечника альпийского (Hedysarum alpinum) — данные растения имеют внешнее сходство. На это указывала и запись, сделанная 30 июля: «Очень слаб. Ошибся в карт. семенах…[sic]» (EXTREMLY WEAK. FAULT OF POT. SEED… [sic])
Впоследствии Кракауэр отказался от первоначальной версии и предположил, что Маккэндлесс отравился, но не Hedysarum mackenzii, а съедобным Hedysarum alpinum. Данная версия строится на следующих фактах. Безопасным у данного растения являются корни (согласно книге, которая была у Маккэндлесса о съедобных растениях), которые и можно употреблять в пищу. А вот про семена не говорится, что их можно есть, отсутствуют и указания на их токсичность. Кракауэр не смог найти опубликованную информацию, свидетельствующую о ядовитости семян данного растения. Но семейство бобовых (Leguminosae), к которому принадлежит H. alpinum изобилует видами, вырабатывающими алкалоиды — химические соединения с мощным фармакологическим эффектом. У многих видов токсин находится в строго определённом месте растения. Причём обнаружить можно алкалоиды наиболее вероятно именно в семенах растения. Однако в ходе проведённого по запросу Кракауэра анализа в семенах токсичное вещество обнаружено не было.
Некоторое время спустя возникла третья версия. Маккэндлесса убили не семена дикого горошка, а, возможно, плесень, которая на них росла. Грибок Rhizoctonia leguminicola живёт на многих видах бобовых летом при сыром климате. Он производит мощный алкалоид, называемый свайнсонином. Маккэндлесс начал собирать и поедать в больших количествах семена дикого горошка 14 июля, во время затяжного дождя. Эти зелёные стручки хранились во влажных и грязных мешках — отличной питательной культуре для роста плесени. При попадании свайнсонина в организм в большом количестве происходит нарушение метаболизма, организм не способен переваривать пищу. Таким образом происходит полное истощение и голодная смерть.
Также, по мнению Кракауэра, Маккэндлесс мог стать жертвой такого явления, как «кроличье голодание» (форма резкого недоедания, вызванная чрезмерным употреблением постного мяса (например, мяса кроликов Rabbit starvation) и недостатком других источников питательных веществ наряду с увеличением физической активности).
12 сентября 2013 года Кракауэр публикует новую статью, в которой пытается вновь вернуться к поискам возможных причин гибели Маккэндлесса.
Данная версия строится на умозаключениях писателя Рональда Гамильтона. Он предположил, что гибель Макэндлесса связана с отравлением оксалилдиаминопропионовой кислотой (ОДАП). Поражение организма этим токсином вызывает латиризм. Болезнь по-разному действует на организм человека, однако наибольшему риску подвергаются лица, страдающие от недоедания, стресса и острого голода. Болезнь вызывает необратимые повреждения нервной системы, также нарушается работа нижних конечностей вплоть до неспособности человека самостоятельно передвигаться.
В ходе проведённых лабораторных исследований в семенах Hedysarum alpinum, который Маккэндлесс употреблял в последние дни жизни, было обнаружено количество ОДАП, способное вызвать латиризм.

## Память
Книга Кракауэра сделала Маккэндлесса известным. В 2002 году заброшенный автобус на тропе Стампид, где обосновался Маккендлесс, стал местом посещения туристов. В июне 2020 года автобус был эвакуирован при помощи вертолёта, поскольку попытки добраться до него уже приводили к необходимости спасательных операций и даже смерти туристов.
Фильм Пенна «В диких условиях», снятый по книге Джона Кракауэра, вышел в прокат в сентябре 2007 года. В следующем месяце вышел документальный фильм независимого кинорежиссёра Рона Ламота о путешествии Маккэндлесса «Зов предков». История Маккэндлесса повлияла на создание одного из эпизодов телевизионного сериала Тысячелетие, альбома Cirque музыканта Biosphere и синглов фолк-исполнителей, музыканта Элиса Пола, группы Eddie From Ohio, Harrod and Funck, и Эрика Питерса. О нём поется и в песне Neighborhood #2 (Laika) канадской группы Arcade Fire, вошедшей в альбом Funeral (2004). Примечательно, что лирический герой композиции — младший брат Александра Супербродяги.
В отличие от Кракауэра и других читателей, тех, кто сочувствует Маккэндлессу и разделяет его взгляды, некоторые выразили непонимание его поступков. 
Маккэндлесс стал предметом разногласий с тех пор, как его история стала широко известна в 1992 году. Из-за того, что он предпочел отказаться от использования карты и компаса (что большинство людей в схожей ситуации посчитало бы неотъемлемыми предметами), Маккэндлесс не знал, что не слишком далеко от него находится действующая переправа через реку. Если бы это было ему известно, он мог бы спасти себе жизнь. Кроме того, в нескольких милях от автобуса были хижины с запасами аварийного продовольствия, которые, между тем, были разрушены, возможно Маккэндлессом, как это отражено в фильме Ламота. Хотя начальник рейнджеров Национального парка Денали, Кен Кейер, опроверг причастность Маккэндлесса к разорению хижин. Самым распространённым мнением среди критиков Маккэндлесса является то, что он отчасти потерял здравый смысл, поскольку отправиться вглубь необитаемых земель без подходящего плана, подготовки и без нужного снаряжения — значит гарантированно попасть в беду.
Рейнджер Аляски Питер Кристиан (англ. Peter Christian) писал: «Я постоянно наблюдаю то, что можно назвать „феноменом Маккэндлесса“. Люди, в основном молодежь, приезжают на Аляску, чтобы бросить вызов непрощающей пустыне, где возможность спасения и эвакуации практически неосуществима […]. Если взглянуть на Маккэндлесса с моей точки зрения, то сразу станет ясно, почему его можно назвать не отважным, а просто глупым, судьбу его печальной, а его замысел безрассудным. Во-первых, он недостаточно изучил навыки выживания в диких условиях. На Стэмпид Трэйл он прибыл даже без карты. Будь у него хорошая карта, он вышел бы из трудного положения […]. По существу, Маккэндлесс совершил самоубийство».
Очевидно, что такие высказывания говорят об излишней самонадеянности в осуществлении Маккэндлессом своего плана выживания в изолированных условиях Аляски. Джон Кракауэр оправдывает Маккэндлесса, утверждая, что то, что критики Маккэндлесса называют его самоуверенностью, есть желание «стать первым, кто изучит белое пятно на карте». Кракауэр добавляет, «но в 1992 году белых пятен на карте не было. Ни на Аляске, ни где-либо ещё». Поэтому, и для выполнения своего желания, «избавившись от карты, он сделал весь мир белым пятном для себя».